# Mathew Leckie
Mathew Allan Leckie (* 4. Februar 1991 in Melbourne, Victoria) ist ein australischer Fußballspieler.

## Karriere

### Vereine
Leckie kam über die Bulleen Lions aus seiner Heimatstadt Melbourne 2009 zum A-League-Verein Adelaide United und unterschrieb dort einen Zweijahresvertrag. Am 18. September 2009 gab er sein Profidebüt, als er bei der 0:2-Heimniederlage gegen Melbourne Victory in der 75. Spielminute für Lucas Pantelis eingewechselt wurde.
Am 26. April 2011 verpflichtete Borussia Mönchengladbach Leckie zur neuen Saison. Er unterschrieb einen Dreijahresvertrag. Außerdem erwirkte der Verein eine Gastspielgenehmigung, sodass er sofort mit der Mannschaft trainieren konnte.
Am 19. Juni 2012 gab der FSV Frankfurt die Verpflichtung von Leckie auf Leihbasis für die Saison 2012/13 bekannt. Beim 3:1-Sieg gegen Hertha BSC erzielte er seinen ersten Treffer im deutschen Profifußball. Zur Saison 2013/14 wechselte Leckie fest zum FSV Frankfurt. Er unterschrieb einen bis zum 30. Juni 2016 laufenden Vertrag.
Zur Saison 2014/15 wechselte Leckie vorzeitig zum FC Ingolstadt 04. Mit diesem Verein stieg er nach der Saison in die 1. Bundesliga auf. Am 3. Spieltag der folgenden Saison erzielte er beim 1:0-Auswärtssieg gegen den FC Augsburg seinen ersten Bundesligatreffer.
Nach dem Abstieg des FC Ingolstadt 04 schloss sich Leckie zur Saison 2017/18 dem Bundesligisten Hertha BSC an. In den ersten beiden Saisons etablierte er sich in Berlin als Stammspieler. In der Saison 2019/20 plagten ihn jedoch einige Verletzungen und er saß oft auf der Ersatzbank.

### Nationalmannschaft
Erste internationale Erfahrungen sammelte Leckie im Jahre 2009, als er zum ersten Mal in den Perspektivkader der U20-Nationalmannschaft berufen wurde. Mit der Mannschaft nahm er an der Südostasienmeisterschaft 2009 in der vietnamesischen Metropole Ho-Chi-Minh-Stadt teil. Mit dem Team schaffte er es bis ins Finale des Wettbewerbs, wo es nach Elfmeterschießen gegen Thailands U19 verlor. Während des Turniers erzielte er im Halbfinalspiel gegen den Gastgeber Vietnam den 1:0-Führungstreffer beim späteren 4:1-Sieg. Im Oktober 2010 nahm er als Stammspieler mit der U20 an der U19-Asienmeisterschaft teil und erreicht mit dem Team das Finale, in dem man sich Nordkorea mit 2:3 geschlagen geben musste. Für die U20-Weltmeisterschaft in Kolumbien wurde Leckie in das australische Aufgebot berufen, Borussia Mönchengladbach verweigerte aber trotz schriftlicher Zustimmung in der Folge die Freigabe und verhinderte dadurch Leckies WM-Teilnahme.
Im März 2010 wurde er von Nationaltrainer Pim Verbeek erstmals in die A-Nationalmannschaft eingeladen, als 25 Spieler, der Großteil davon aus der A-League, für das entscheidende Spiel um die Qualifikation zur Asienmeisterschaft 2011 nominiert wurden. Leckie gehörte für das Spiel gegen Indonesien allerdings nicht zum 18-köpfigen Spieltagsaufgebot. Zu seinem Länderspieldebüt kam er schließlich am 14. November 2012 in einem Freundschaftsspiel gegen die Nationalmannschaft Südkoreas mit Einwechslung in der 88. Minute. Sein erstes Länderspieltor erzielte er beim 3:0-Auswärtssieg gegen die Nationalmannschaft Kanadas am 15. Oktober 2013.
Er stand zudem im Kader für die Weltmeisterschaft 2018 in Russland, bei der Australien in der Vorrunde nach zwei Niederlagen gegen die Nationalmannschaften Frankreich und Perus und einem Unentschieden gegen die Nationalmannschaft Dänemarks nach der Vorrunde ausschied. Leckie wurde in allen drei Partien im rechten offensiven Mittelfeld eingesetzt.

## Erfolge
Nationalmannschaft
- Asien-Meister (1): 2015

Vereine
- Zweitligameister 2015 und Aufstieg in die Bundesliga 2015/16 (mit dem FC Ingolstadt 04)

## Privates
Leckie ist seit 2016 mit einer Deutschen verheiratet. Das Paar hat zwei Kinder.